# Pro-Palestijnse campusbezettingen op de Universiteit van Amsterdam in 2025

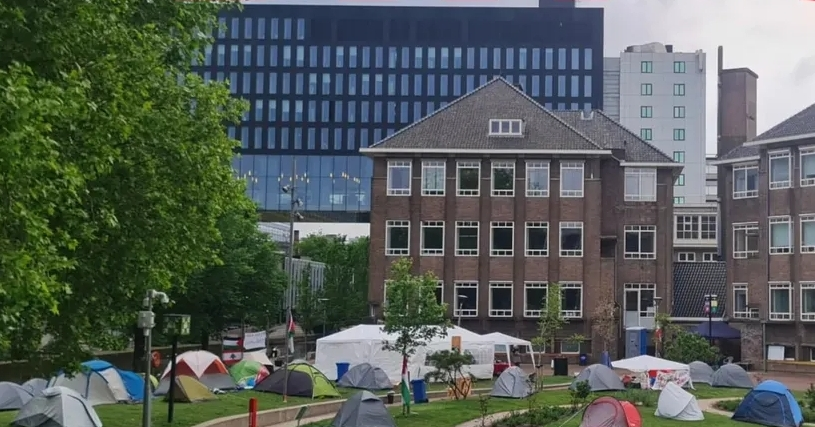
Pro-Palestina en anti-genocidekamp op de campus van de Universiteit van Amsterdam in juni 2025.

De studentenprotesten aan de Universiteit van Amsterdam in 2025 zijn een reeks aanhoudende demonstraties en protestkampen, geïnitieerd door studenten en medewerkers van de Universiteit van Amsterdam in Nederland. Na enkele kleinere protesten eerder dat jaar, richtten demonstranten op 7 mei 2025 een protestkamp op het universiteitsterrein op, met de eis dat de universiteit alle academische en financiële banden met Israëlische instellingen en bedrijven verbreekt naar aanleiding van de aanhoudende Gaza-oorlog en de genocide op Palestijnen. De bezettingen maken deel uit van een bredere golf van pro-Palestijnse protesten aan Nederlandse en internationale universiteiten, waarbij wordt opgeroepen tot academische boycot en desinvestering in Israëlische instellingen.

## Achtergrond
Protesten tegen de oorlog in Gaza en de banden van Nederlandse universiteiten met Israëlische instellingen begonnen al in oktober 2023, maar escaleerden in 2025 na toegenomen aandacht voor oorlogsmisdaden door het Israëlische leger. Geïnspireerd door soortgelijke campusprotesten in de Verenigde Staten en Europa eisten demonstranten aan de UvA een onmiddellijke beëindiging van alle institutionele samenwerkingen met Israëlische academische en onderzoeksorganisaties, evenals volledige transparantie over dergelijke banden.

## Protesten en protestkampen

### Bezetting van het Maagdenhuis
Op de ochtend van 14 april betraden tussen de 50 en 100 pro-Palestijnse activisten het Maagdenhuis, waarbij medewerkers werden verzocht het gebouw te verlaten en de ingangen werden gebarricadeerd. Demonstranten hingen Palestijnse vlaggen en spandoeken uit de ramen, spoten leuzen als “Free Gaza” en “UvA cut ties now” op de muren, blokkeerden nooduitgangen met stoelen en staken groene en rode rookfakkels af.
De groep eiste dat de universiteit per direct alle banden met Israëlische universiteiten zou verbreken, en stelde dat het opschorten van de samenwerking met de Hebreeuwse Universiteit van Jeruzalem onvoldoende was. Het College van Bestuur van de UvA weigerde te onderhandelen met de gemaskerde bezetters en deed aangifte bij de politie. Buiten het gebouw kwamen tientallen sympathisanten in aanvaring met de politie toen zij probeerden de blokkades te doorbreken.
Aan het eind van de dag werd het Maagdenhuis door de politie ontruimd en werden alle resterende demonstranten verwijderd. De bezetting leidde tot aanzienlijke schade aan het gebouw, waaronder vernielingen, graffiti en plundering van de kantine.

### Bezetting van de Roeterseilandcampus
Op 2 juni richtten demonstranten opnieuw een protestkamp in op de Roeterseilandcampus van de Universiteit van Amsterdam (UvA), met de eis dat de universiteit alle banden verbreekt met Israëlische instellingen en bedrijven die volgens hen medeplichtig zijn aan de genocide in Gaza. Het protest volgde op soortgelijke acties eerder in mei en trok direct meer dan vijftig deelnemers; gedurende de dag groeide het aantal aanwezigen verder.
Demonstranten hernoemden de campus tot "Alaa al-Najjar-campus", ter nagedachtenis aan de Palestijnse kinderarts Alaa al-Najjar, die negen van haar kinderen verloor bij een Israëlische luchtaanval op 23 mei. Het kamp bestond uit tenten, spandoeken en dagelijks programma met teach-ins, workshops en toespraken van studenten en medewerkers.
Het hernieuwde protest vond plaats tegen de achtergrond van aanhoudend debat binnen de universiteit. Eind mei riepen zowel de Ondernemingsraad als de Studentenraad van de UvA het universiteitsbestuur publiekelijk op om alle samenwerkingen met Israëlische academische instellingen op te schorten, uit zorgen over medeplichtigheid aan mensenrechtenschendingen.

## Reacties
Het College van Bestuur van de UvA, onder leiding van voorzitter prof. Edith Hooge, veroordeelde de bezetting en de aangerichte schade en benadrukte dat vreedzaam protest is toegestaan, maar intimidatie en vandalisme onacceptabel zijn. De universiteit ging niet inhoudelijk in op de eisen van de gemaskerde bezetters, maar herhaalde haar inzet voor open dialoog en debat over het conflict in Gaza.
Op 31 mei erkende UvA-rector Peter-Paul Verbeek voor het eerst publiekelijk het bestaan van genocidaal geweld in Gaza tijdens een universiteitsbijeenkomst. Hij verklaarde: "We kunnen de realiteit van genocidaal geweld die zich voltrekt niet negeren". Toch heeft het universiteitsbestuur begin juni de aanbevelingen van de raden om alle banden met Israëlische instellingen op te schorten nog niet overgenomen.
Eerder in het jaar maakte de Universiteit van Amsterdam bekend dat het studentenuitwisselingen met de Hebrew University voor onbepaalde tijd opschort, na aanbevelingen van een commissie over "gevoelige partnerschappen". De beslissing was gebaseerd op zorgen over de banden van de universiteit met het Israëlische leger en het uitblijven van afstand nemen van vermeende mensenrechtenschendingen in Gaza. Israëlische studenten die al in Amsterdam studeren mogen hun studie afronden, maar nieuwe uitwisselingen zijn stopgezet. Sinds de protesten heeft de universiteit aangegeven elke samenwerking afzonderlijk te zullen beoordelen, maar tot nu toe zijn er geen verdere banden verbroken.